# لویی سوشو
لویی سوشو (انگلیسی: Louis Souchaud؛ زادهٔ ۱۰ سپتامبر ۱۹۹۵) بازیکن فوتبال اهل فرانسه است.
وی همچنین در تیم ملی فوتبال زیر ۲۰ سال فرانسه بازی کرده‌است.